# Copa de Nacions 2011
La Copa de Nacions 2011 (per motius de patrocinatge conegut també com a la Carling Nations Cup, o en català Copa de Nacions Carling) va ser la primera edició de la Copa de Nacions, un torneig en format de fase de grups entre les seleccions d'Escòcia, Gal·les, Irlanda i Irlanda del Nord. El primer parell de partits es jugaren a Dublín el febrer, i els altres quatre partits es jugaren el maig del 2011. La competició va ser guanyada per la República d'Irlanda, la qual guanyà els tres partits que disputà i no concedí cap gol.

## Estadi
L'estadiu construït el 2010 i nou de Dublín, l'Estadi Aviva, va ser on es van jugar els sis partits del torneig.
| Dublín            |
| ----------------- |
| Estadi Aviva      |
| Capacitat: 51,700 |
| Estadi Aviva      |

## Classificació
| Equip               | J | G | E | P | GA | GC | DG  | Pts |
| ------------------- | - | - | - | - | -- | -- | --- | --- |
| República d'Irlanda | 3 | 3 | 0 | 0 | 9  | 0  | +9  | 9   |
| Escòcia             | 3 | 2 | 0 | 1 | 6  | 2  | +4  | 6   |
| Gal·les             | 3 | 1 | 0 | 2 | 3  | 6  | −3  | 3   |
| Irlanda del Nord    | 3 | 0 | 0 | 3 | 0  | 10 | −10 | 0   |

## Partits

### República d'Irlanda vs Gal·les
| República d'Irlanda               | 3 – 0   | Gal·les |
| --------------------------------- | ------- | ------- |
| Gibson 60' · Duff 67' · Fahey 83' | Crònica |         |

| · República d'Irlanda: |    |                  |  |     |
|                        |    |                  |  |     |
| Por.                   | 1  | Shay Given (c)   |  |     |
| Def.                   | 2  | Sean St Ledger   |  |     |
| Def.                   | 3  | Ciaran Clark     |  |     |
| Def.                   | 4  | John O'Shea      |  | 85' |
| Def.                   | 5  | Richard Dunne    |  |     |
| Cen.                   | 6  | Glenn Whelan     |  | 76' |
| Cen.                   | 7  | Séamus Coleman   |  | 59' |
| Cen.                   | 8  | Darron Gibson    |  | 81' |
| Dav.                   | 9  | Kevin Doyle      |  | 46' |
| Dav.                   | 10 | Jonathan Walters |  |     |
| Cen.                   | 11 | Damien Duff      |  | 71' |
| Substitucions:         |    |                  |  |     |
| Dav.                   | 17 | Shane Long       |  | 46' |
| Cen.                   | 18 | Keith Fahey      |  | 59' |
| Cen.                   | 13 | Andy Keogh       |  | 71' |
| Cen.                   | 12 | Paul Green       |  | 76' |
| Cen.                   | 14 | Marc Wilson      |  | 81' |
| Def.                   | 19 | Darren O'Dea     |  | 85' |
| Entrenador:            |    |                  |  |     |
| Giovanni Trapattoni    |    |                  |  |     |

| · Gal·les:     |    |                   |  |     |
|                |    |                   |  |     |
| Por.           | 1  | Wayne Hennessey   |  |     |
| Def.           | 2  | Neal Eardley      |  | 46' |
| Def.           | 3  | Sam Ricketts      |  | 83' |
| Def.           | 4  | Danny Collins     |  |     |
| Def.           | 5  | James Collins (c) |  |     |
| Cen.           | 6  | Andrew Crofts     |  |     |
| Cen.           | 7  | David Vaughan     |  | 61' |
| Cen.           | 8  | Andy King         |  |     |
| Dav.           | 9  | Simon Church      |  |     |
| Dav.           | 10 | Robert Earnshaw   |  | 80' |
| Dav.           | 11 | Hal Robson-Kanu   |  | 68' |
| Substitucions: |    |                   |  |     |
| Def.           | 13 | Chris Gunter      |  | 46' |
| Cen.           | 16 | Joe Ledley        |  | 61' |
| Cen.           | 15 | Freddie Eastwood  |  | 68' |
| Dav.           | 14 | Jermaine Easter   |  | 80' |
| Def.           | 21 | Lewin Nyatanga    |  | 83' |
| Entrenador:    |    |                   |  |     |
| Gary Speed     |    |                   |  |     |

### Irlanda del Nord vs Escòcia
| Irlanda del Nord | 0 – 3   | Escòcia                                 |
| ---------------- | ------- | --------------------------------------- |
|                  | Crònica | 19' Miller · 31' McArthur · 51' Commons |

| · Irlanda del Nord: |    |                     |  |     |
|                     |    |                     |  |     |
| GK                  | 1  | Jonathan Tuffey (c) |  |     |
| RB                  | 2  | Rory McArdle        |  | 46' |
| LB                  | 3  | Chris Baird         |  |     |
| CM                  | 4  | Gareth McAuley      |  |     |
| CB                  | 5  | Stephen Craigan     |  | 66' |
| CB                  | 6  | Corry Evans         |  |     |
| RM                  | 7  | Paddy McCourt       |  |     |
| CM                  | 8  | Steven Davis        |  | 58' |
| CF                  | 9  | Rory Patterson      |  |     |
| CF                  | 10 | Grant McCann        |  | 46' |
| LM                  | 11 | Niall McGinn        |  | 72' |
| Substitucions:      |    |                     |  |     |
| DF                  | 13 | Lee Hodson          |  | 46' |
| FW                  | 15 | David Healy         |  | 46' |
| MF                  | 17 | Oliver Norwood      |  | 58' |
| MF                  | 14 | Adam Thompson       |  | 66' |
| FW                  | 16 | Liam Boyce          |  | 72' |
| Entrenador:         |    |                     |  |     |
| Nigel Worthington   |    |                     |  |     |

| · Escòcia:     |    |                  |  |     |
|                |    |                  |  |     |
| Por.           | 1  | Allan McGregor   |  |     |
| Def.           | 2  | Alan Hutton      |  |     |
| Def.           | 3  | Phil Bardsley    |  | 58' |
| Def.           | 4  | Christophe Berra |  |     |
| Def.           | 5  | Steven Caldwell  |  |     |
| Cen.           | 6  | Charlie Adam     |  | 58' |
| Cen.           | 7  | James Morrison   |  | 79' |
| Cen.           | 8  | Steven Naismith  |  | 58' |
| Dav.           | 9  | Kenny Miller (c) |  | 87' |
| Cen.           | 11 | Kris Commons     |  | 72' |
| Cen.           | 13 | James McArthur   |  |     |
| Substitucions: |    |                  |  |     |
| Cen.           | 15 | Barry Bannan     |  | 58' |
| Def.           | 16 | Mark Wilson      |  | 58' |
| Cen.           | 20 | Robert Snodgrass |  | 58' |
| Cen.           | 17 | Craig Conway     |  | 72' |
| Dav.           | 19 | Chris Maguire    |  | 79' |
| Def.           | 14 | Danny Wilson     |  | 87' |
| Entrenador:    |    |                  |  |     |
| Craig Levein   |    |                  |  |     |

### República d'Irlanda vs Irlanda del Nord
| República d'Irlanda                                              | 5 – 0   | Irlanda del Nord |
| ---------------------------------------------------------------- | ------- | ---------------- |
| Ward 24' · Keane 37', 54' (pen.) · Cathcart 45' (p.p.) · Cox 80' | Crònica |                  |

| · República d'Irlanda: |    |                  |  |     |
|                        |    |                  |  |     |
| Por.                   | 1  | Shay Given       |  | 72' |
| Def.                   | 2  | Paul McShane     |  |     |
| Def.                   | 4  | Stephen Kelly    |  |     |
| Def.                   | 5  | Damien Delaney   |  |     |
| Def.                   | 3  | Stephen Ward     |  |     |
| Cen.                   | 6  | Kevin Foley      |  | 70' |
| Cen.                   | 7  | Séamus Coleman   |  | 55' |
| Cen.                   | 8  | Keith Andrews    |  |     |
| Dav.                   | 9  | Simon Cox        |  |     |
| Dav.                   | 10 | Robbie Keane (c) |  | 62' |
| Cen.                   | 11 | Keith Treacy     |  |     |
| Substitucions:         |    |                  |  |     |
| Cen.                   | 13 | Liam Lawrence    |  | 55' |
| Cen.                   | 12 | Andy Keogh       |  | 62' |
| Cen.                   | 17 | Stephen Hunt     |  | 70' |
| Por.                   | 16 | David Forde      |  | 72' |
| Entrenador:            |    |                  |  |     |
| Giovanni Trapattoni    |    |                  |  |     |

| · Irlanda del Nord: |    |                    |     |     |
|                     |    |                    |     |     |
| Por.                | 1  | Alan Blayney       |     |     |
| Def.                | 2  | Adam Thompson      | 54' |     |
| Def.                | 3  | Lee Hodson         |     |     |
| Def.                | 4  | Craig Cathcart     |     |     |
| Def.                | 5  | Gareth McAuley (c) |     |     |
| Cen.                | 6  | Sammy Clingan      |     |     |
| Cen.                | 7  | Josh Carson        |     | 72' |
| Cen.                | 8  | Steven Davis       |     | 76' |
| Dav.                | 9  | Josh McQuoid       |     | 46' |
| Dav.                | 10 | Warren Feeney      |     | 72' |
| Cen.                | 11 | Johnny Gorman      |     | 56' |
| Substitucions:      |    |                    |     |     |
| Cen.                | 14 | Oliver Norwood     |     | 46' |
| Def.                | 13 | Colin Coates       |     | 56' |
| Cen.                | 15 | Niall McGinn       |     | 72' |
| Dav.                | 16 | Liam Boyce         |     | 72' |
| Cen.                | 17 | Robert Garrett     |     | 76' |
| Entrenador:         |    |                    |     |     |
| Nigel Worthington   |    |                    |     |     |

### Gal·les vs Escòcia
| Gal·les      | 1 – 3   | Escòcia                                     |
| ------------ | ------- | ------------------------------------------- |
| Earnshaw 36' | Crònica | 55' James Morrison · 63' Miller · 70' Berra |

| · Gal·les:     |    |                     |  |     |
|                |    |                     |  |     |
| Por.           | 1  | Boaz Myhill         |  |     |
| Def.           | 2  | Neal Eardley        |  | 61' |
| Def.           | 3  | Neil Taylor         |  | 46' |
| Cen.           | 4  | Owain Tudur Jones   |  | 72' |
| Def.           | 5  | Craig Morgan        |  |     |
| Def.           | 6  | Darcy Blake         |  |     |
| Cen.           | 7  | Andy Dorman         |  | 61' |
| Cen.           | 8  | Andy King           |  | 61' |
| Cen.           | 9  | Sam Vokes           |  | 72' |
| Cen.           | 10 | Robert Earnshaw (c) |  |     |
| Cen.           | 11 | Jermaine Easter     |  |     |
| Substitucions: |    |                     |  |     |
| Def.           | 13 | Chris Gunter        |  | 46' |
| Cen.           | 17 | Aaron Ramsey        |  | 61' |
| Def.           | 18 | Adam Matthews       |  | 61' |
| Cen.           | 19 | David Cotterill     |  | 61' |
| Cen.           | 16 | David Vaughan       |  | 72' |
| FW             | 20 | Steve Morison       |  | 72' |
| Entrenador:    |    |                     |  |     |
| Gary Speed     |    |                     |  |     |

| · Escòcia:     |    |                  |  |     |
|                |    |                  |  |     |
| Por.           | 1  | Allan McGregor   |  |     |
| Def.           | 2  | Steven Whittaker |  | 81' |
| Def.           | 3  | Stephen Crainey  |  | 81' |
| Def.           | 4  | Christophe Berra |  |     |
| Def.           | 5  | Gary Caldwell    |  | 84' |
| Cen.           | 6  | James Morrison   |  | 74' |
| Cen.           | 7  | Ross McCormack   |  | 74' |
| Cen.           | 8  | Scott Brown      |  |     |
| Cen.           | 9  | Kenny Miller (c) |  |     |
| Cen.           | 10 | Charlie Adam     |  | 88' |
| Cen.           | 11 | Steven Naismith  |  |     |
| Substitucions: |    |                  |  |     |
| Cen.           | 16 | Barry Robson     |  | 74' |
| Cen.           | 18 | Barry Bannan     |  | 74' |
| Def.           | 14 | Phil Bardsley    |  | 81' |
| Def.           | 20 | Russell Martin   |  | 81' |
| Def.           | 22 | Grant Hanley     |  | 84' |
| Cen.           | 13 | James McArthur   |  | 88' |
| Entrenador:    |    |                  |  |     |
| Craig Levein   |    |                  |  |     |

### Gal·les vs Irlanda del Nord
| Gal·les                   | 2 – 0   | Irlanda del Nord |
| ------------------------- | ------- | ---------------- |
| Ramsey 36' · Earnshaw 69' | Crònica |                  |

| · Gal·les:     |    |                   |  |     |
|                |    |                   |  |     |
| Por.           | 1  | Wayne Hennessey   |  | 74' |
| Def.           | 2  | Chris Gunter      |  | 72' |
| Def.           | 3  | Neil Taylor       |  |     |
| Cen.           | 4  | Jack Collison     |  | 61' |
| Def.           | 5  | Danny Collins     |  |     |
| Def.           | 6  | Danny Gabbidon    |  |     |
| Cen.           | 7  | David Cotterill   |  |     |
| Dav.           | 8  | Craig Bellamy     |  | 61' |
| Dav.           | 9  | Steve Morison     |  | 80' |
| Cen.           | 10 | Aaron Ramsey (c)  |  | 89' |
| Cen.           | 11 | David Vaughan     |  |     |
| Substitucions: |    |                   |  |     |
| CF             | 17 | Robert Earnshaw   |  | 61' |
| MF             | 16 | Owain Tudur Jones |  | 61' |
| DF             | 13 | Adam Matthews     |  | 72' |
| GK             | 12 | Lewis Price       |  | 74' |
| CF             | 18 | Sam Vokes         |  | 80' |
| MF             | 19 | Andy Dorman       |  | 89' |
| Entrenador:    |    |                   |  |     |
| Gary Speed     |    |                   |  |     |

| · Irlanda del Nord: |    |                    |  |     |
|                     |    |                    |  |     |
| Por.                | 1  | Jonathan Tuffey    |  |     |
| Def.                | 2  | Lee Hodson         |  |     |
| Def.                | 3  | Colin Coates       |  |     |
| Def.                | 4  | Craig Cathcart     |  | 61' |
| Def.                | 5  | Gareth McAuley (c) |  |     |
| Cen.                | 6  | Oliver Norwood     |  |     |
| Cen.                | 7  | Josh Carson        |  |     |
| Cen.                | 8  | Robert Garrett     |  | 75' |
| Cen.                | 9  | Niall McGinn       |  | 80' |
| Davanter            | 10 | Warren Feeney      |  | 72' |
| Dav.                | 11 | Johnny Gorman      |  |     |
| Substitucions:      |    |                    |  |     |
| Cen.                | 15 | Stuart Dallas      |  | 61' |
| Dav.                | 14 | Liam Boyce         |  | 72' |
| Def.                | 13 | Carl Winchester    |  | 75' |
| Dav.                | 16 | Jordan Owens       |  | 80' |
| Entrenador:         |    |                    |  |     |
| Nigel Worthington   |    |                    |  |     |

### República d'Irlanda vs Escòcia
| República d'Irlanda | 1 – 0   | Escòcia |
| ------------------- | ------- | ------- |
| Keane 23'           | Crònica |         |

| · República d'Irlanda: |    |                  |     |     |
|                        |    |                  |     |     |
| Por.                   | 1  | Shay Given       |     |     |
| Def.                   | 2  | Paul McShane     | 42' |     |
| Def.                   | 3  | Stephen Ward     |     |     |
| Def.                   | 4  | Stephen Kelly    |     |     |
| Def.                   | 5  | Darren O'Dea     |     | 66' |
| Cen.                   | 6  | Keith Fahey      | 48' |     |
| Cen.                   | 7  | Liam Lawrence    |     | 62' |
| Cen.                   | 8  | Keith Andrews    | 90' |     |
| Dav.                   | 9  | Simon Cox        |     |     |
| Dav.                   | 10 | Robbie Keane (c) |     | 83' |
| Cen.                   | 11 | Stephen Hunt     |     |     |
| Substitucions:         |    |                  |     |     |
| Cen.                   | 13 | Séamus Coleman   |     | 62' |
| Def.                   | 12 | Kevin Foley      | 73' | 66' |
| Cen.                   | 15 | Keith Treacy     |     | 83' |
| Entrenador:            |    |                  |     |     |
| Giovanni Trapattoni    |    |                  |     |     |

| · Escòcia:     |    |                  |     |     |
|                |    |                  |     |     |
| Por.           | 1  | Allan McGregor   |     |     |
| Def.           | 2  | Steven Whittaker |     |     |
| Def.           | 3  | Phil Bardsley    |     |     |
| Def.           | 4  | Christophe Berra |     |     |
| Def.           | 5  | Grant Hanley     |     |     |
| Cen.           | 6  | Barry Robson     |     | 75' |
| Cen.           | 7  | James Forrest    |     | 85' |
| Cen.           | 8  | Scott Brown      |     |     |
| Dav.           | 9  | Kenny Miller (c) | 76' |     |
| Cen.           | 10 | Charlie Adam     | 62' | 63' |
| Dav.           | 11 | Steven Naismith  |     |     |
| Substitutions: |    |                  |     |     |
| Cen.           | 16 | Barry Bannan     |     | 63' |
| Cen.           | 19 | Chris Maguire    |     | 75' |
| Dav.           | 17 | Ross McCormack   |     | 85' |
| Entrenador:    |    |                  |     |     |
| Craig Levein   |    |                  |     |     |

## Crítica
L'Associació de Futbol d'Irlanda ha estat criticada pels mitjans de comunicació, fans i altres assosciacions per l'alt preu dels tíquets. L'Estadi Aviva, amb una capacitat per a 51.700 persones, en cadascun dels sis partits estava menys que mig ple de persones. El partit entre Gal·les i Irlanda del Nord va ser atès per tan sols 529 espectadors, molts dels quals eren escocesos que estaven a Dublín pel partit de feia dos dies.
Els fans nord-irlandesos van ser criticats per cantar cants sectarians quan jugaven, mentres que durant el partit entre la República d'Irlanda i Irlanda del Nord, els (sud-)irlandesos xiulaven i escridassaven quan sonava «God Save the Queen», l'himne nacional nord-irlandès, i els nord-irlandesos escridassaven i xiulaven la Presidenta d'Irlanda, Mary McAleese, quan estava saludant als jugadors d'ambdós equips abans del partit. Els fans escocesos també van xiular i escridassar quan sonava «God Save the Queen» en el seu partit contra els nord-irlandesos.
L'entrenador de l'equip gal·lés Gary Speed va criticar els organitzadors del torneig per haver fet que els partits de Gal·les fossin jugats en tres dies de distància de l'un a l'altre, l'únic equip en tenir tan poc descans entre partit i partit. A més va criticar els àrbitres en el partit contra Escòcia, en el qual en la seva opinió hi hagué moltes faltes comeses per part dels escocesos però les suposades faltes no van tenir repercussions.